# Araneus nordmanni
Araneus nordmanni este o specie de păianjeni din genul Araneus, familia Araneidae. A fost descrisă pentru prima dată de Thorell, 1870. Conform Catalogue of Life specia Araneus nordmanni nu are subspecii cunoscute.